# Marine on St. Croix (Minnesota)
Marine on St. Croix es una ciudad ubicada en el condado de Washington en el estado estadounidense de Minnesota. En el Censo de 2010 tenía una población de 689 habitantes y una densidad poblacional de 63,73 personas por km².

## Geografía
Marine on St. Croix se encuentra ubicada en las coordenadas 45°11′27″N 92°46′43″O / 45.19083, -92.77861. Según la Oficina del Censo de los Estados Unidos, Marine on St. Croix tiene una superficie total de 10.81 km², de la cual 10.05 km² corresponden a tierra firme y (7%) 0.76 km² es agua.

## Demografía
Según el censo de 2010, había 689 personas residiendo en Marine on St. Croix. La densidad de población era de 63,73 hab./km². De los 689 habitantes, Marine on St. Croix estaba compuesto por el 98.69% blancos, el 0.15% eran afroamericanos, el 0% eran amerindios, el 0.44% eran asiáticos, el 0% eran isleños del Pacífico, el 0.15% eran de otras razas y el 0.58% pertenecían a dos o más razas. Del total de la población el 0.58% eran hispanos o latinos de cualquier raza.